# باد كارسون
باد كارسون (بالإنجليزية: Bud Carson)‏ هو لاعب كرة قدم أمريكية أمريكي، ولد في 28 أبريل 1930 في براكنريدغ في الولايات المتحدة، وتوفي في 7 ديسمبر 2005 بسبب نفاخ رئوي.

## وصلات خارجية
- باد كارسون على موقع إن إن دي بي (الإنجليزية)